# آرت جارت
آرت جارت (انگلیسی: Art Jarrett؛ ۲۰ ژوئیه ۱۹۰۷ – ۲۳ ژوئیه ۱۹۸۷) یک خواننده، و هنرپیشه اهل ایالات متحده آمریکا بود.